# Ménil-sur-Saulx
Ménil-sur-Saulx è un comune francese di 280 abitanti situato nel dipartimento della Mosa nella regione del Grand Est.

## Società

### Evoluzione demografica
Abitanti censiti